# Noia Fútbol Sala
Il Noia Fútbol Sala è una squadra spagnola di calcio a 5 con sede a Noia, in provincia della Coruña.

## Storia
La società è stata fondata nel 2008 e iscritta immediatamente al campionato di Primera Nacional A. Nella terza serie il Noia disputa nove stagioni consecutive, vincendo in un paio di edizioni il proprio girone ma fallendo l'obiettivo nei play-off. Nell'estate del 2017 la società viene ripescata in Segunda División a completamento d'organico. Il debutto nella seconda serie è però problematico e il Noia conclude la stagione regolare al 14º posto, retrocedendo. Un nuovo ripescaggio consente ai galiziani di mantenere la categoria. Nella stagione 2018-19 la squadra termina il campionato al 10º posto mentre in quella seguente giunge all'8º posto. La raggiunta competitività della squadra emerge con forza nella stagione 2020-21, disputata con una formula inedita a più gironi a causa della pandemia di COVID-19 in Spagna: il Noia vince il proprio girone sia nella prima che nella seconda fase del torneo, qualificandosi ai play-off per la promozione. I bianconeri vengono tuttavia sconfitti in semifinale dall'El Ejido. La promozione è rimandata di appena un anno: nella stagione 2021-22 il Noia domina il campionato conquistando l'accesso diretto alla massima serie con 5 turni di anticipo.

## Palmarès
- Segunda División: 1

2021-2022